# Воронова, Татьяна Петровна
Татьяна Петровна Воронова (14 декабря 1924, Чернигов — 21 октября 2011, Воронеж) — украинская советская журналистка, историк и краевед, педагог, публицист, известна благодаря краеведческим исследованиям, публикациям, изданным книгам. Участница Великой Отечественной войны, Почётный гражданин Кривого Рога. Член Союза журналистов Украины. Персональный пожизненный стипендиат Кабинета Министров Украины.

## Биография
Родилась 14 декабря 1924 года в Чернигове.
Отец, Пётр Константинович Воронов, — профессиональный военный, подполковник армии с седьмого поколения русского офицерства. Родился в Золотоноше, где стоял полк отца, в 1866 году и прожил там до 1929 года. Участник в русско-японской и Первой мировой войны. В годы Гражданской войны командовал тяжёлым артиллерийским дивизионом в дивизии Николая Щорса.
Мать, Ирина Феликсовна Барановская, — связанная с родом Мирза Туган-Барановского. Окончила гимназию в Житомире и поступила добровольцем в Первую Украинскую повстанческую дивизию Николая Щорса. Была в одном из штабов секретарём-машинисткой, а затем преподавателем в Школе красных командиров.
В детстве на Татьяну, как на будущего краеведа и историка, произвело большое впечатление прошлое Чернигова, ознакомление с историческим наследием. Немаловажным было и влияние школьных учителей — двух сестёр, Натальи Андреевны и Ольги Андреевны Долгоруковых, бывших земских учительниц, бывших княжон. Влияние имело и знакомство с семьёй Михаила Коцюбинского. Фома, брат писателя, директор мемориального музея в Чернигове, и его жена Екатерина Яковлевна участвовали в воспитании школьницы-полусироты, давали книги из библиотеки, знакомили с музейными документами о жизни и творчестве писателя. Их дочь Михайлина, нынешний лауреат Шевченковской премии, была тогда ещё маленькой девочкой.

### Годы войны
В 1941 году Татьяна Воронова окончила девять классов. С 3 июля 1941 года Татьяна стала санитаркой в операционной сортировочно-эвакуационного госпиталя № 1949 (СЭГ 1949) на Юго-Западном фронте. Госпиталь работал на Юго-Западном, Северо-Западном, 2-м Прибалтийском и Ленинградском фронтах, потом был переброшен на Дальний Восток, в состав Первого Дальневосточного фронта. Прошла все годы войны, вплоть до победы над Японией.
Первой наградой Татьяны стал знак «Отличник медицинской службы». В конце войны наградили медалью «За боевые заслуги», наградной приказ подписал маршал Леонид Говоров. Впоследствии была награждена орденом Отечественной войны 2-й степени.

## Послевоенные годы
С марта 1946 года Татьяна Воронова — литературный работник черниговской областной газеты «Деснянская правда». Училась в Харьковском педагогическом институте.

### В Кривом Роге
В 1957 году Татьяна Петровна начинает работать в Кривом Роге.
- 1957—1962 — литературный работник, заведующий отделом газеты «Красный горняк»;
- 1962—1968 — преподаватель истории Криворожского общенаучного факультета Днепропетровского университета;
- 1968—1973 — заместитель ответственного секретаря газеты «Красный горняк».

С 1986 года постоянная ведущая тематической страницы «Риднокрай». Часто выступала на радио ТРК «Рудана», принимала активное участие в работе городского совета ветеранов. Работала преподавателем в Криворожском педагогическом институте.
Вела работу по сохранению памятников, истории и архитектуры Кривого Рога, проводила документальные исследования по количеству погибших воинов при освобождении Кривого Рога, установление имён криворожан. Неоднократно удостаивалась звания «Лучший журналист года» Днепропетровской области. По инициативе Татьяны Петровны были поставлены в городе памятники Александру Полю, мемориальные доски многим криворожанам, внёсшим вклад в развитие города.

## Публикации
Татьяна Воронова — автор многих книг, в том числе и «Край неповторный — Криворожье…», в которой собраны публикации «Красного горняка», важнейшие для понимания криворожского края статьи, очерки, зарисовки и интервью автора за последние двадцать лет. Один из разделов посвящён истории городской газеты «Красный горняк», в другом — воспоминания о войне и освободителях Криворожья.
С 2000 года находилась на пенсии. Как выдающемуся деятелю информационной сферы Татьяне Вороновой в 2003 году была назначена пожизненная государственная стипендия Кабинета Министров Украины.
21 октября 2011 года Татьяна Петровна Воронова ушла из жизни. Похоронена в Воронеже, где прожила последние полтора года у дочери.

## Награды
- 1945 — медаль «За боевые заслуги»[1];
- Медаль «За победу над Германией в Великой Отечественной войне 1941—1945 гг.»;
- Медаль «За победу над Японией»;
- 1985 — Орден Отечественной войны II степени[2];
- «Лучший журналист года» Днепропетровской области;
- 2000 — Почётный гражданин Кривого Рога[3];
- 2009 — Знак «За заслуги перед городом» (Кривой Рог) 1-й степени[4].

## Память
- 14 декабря 2014 года была открыта памятная доска на доме, где проживала Татьяна Воронова (ул. Орджоникидзе, 15)[5].